# 珈琲時間 (雑誌)
珈琲時間（コーヒーじかん）は、大誠社から季刊で発行されていた日本の雑誌。編集長は高橋敦史。2010年8月創刊。2022年春号をもって休刊。

## 概要
コーヒーやカフェが好きな人向けに、コーヒーにまつわる様々な記事を紹介していたライフスタイル誌である。
季節ごとにテーマを持たせた人気カフェの紹介など、多彩なテーマを扱っていた。
海外取材によるコーヒー豆の産地や海外のコーヒー事情なども紹介していた。

## その他
横浜に本店があるコーヒー豆販売のチェーン店「フレッシュロースター珈琲問屋」は珈琲時間とのコラボレーション企画を実施していた。